# Hoabinhià
El terme Hoabinhià es va utilitzar per primera vegada per arqueòlegs francesos per a designar una indústria lítica de l'Holocé trobada a la província de Hòa Bình, al nord del Vietnam. L'adjectiu anglés relacionat *hoabinhian* s'ha convertit en un terme comú en escrits anglesos per a descriure conjunts d'artefactes de pedra a Àsia Sud-oriental, que contenen notablement eines de còdols tallats d'una sola cara, datades del voltant del 10000 abans de la nostra era al 2000 ae.
Més endavant, aquest terme es va utilitzar per a descriure conjunts semblants en tota Àsia sud-oriental.

## Distribució geogràfica
Des que el terme s'emprà per primera vegada per a descriure conjunts de jaciments del Vietnam, molts jaciments d'Àsia sud-oriental continental i insular s'han descrit com a posseïdors de components hoabinhians. L'aparent concentració de més de 120 jaciments hoabinhians al Vietnam reflecteix una intensa activitat de recerca en aquesta àrea més que no pas l'emplaçament d'un centre d'activitat hoabinhiana prehistòrica.
El conjunt hoabinhià més antic es va descobrir a Xiaodong, un gran refugi rocós a Yunnan, a la Xina, a 40 quilòmetres de la frontera amb Myanmar. És l'únic jaciment hoabinhià descobert a la Xina, per ara.
Els jaciments arqueològics de Terengganu, Sumatra, Tailàndia, Laos, Myanmar i Cambodja s'han identificat com a hoabinhians, tot i que la qualitat i quantitat de descripcions varien, i la importància relativa del component hoabinhià en aquests jaciments és difícil de determinar. Algunes recerques indiquen que la variació dels artefactes hoabinhians entre àrees està influenciada per la proximitat local i específica de la regió als recursos i els canvis en les condicions ambientals.
A banda d'aquesta àrea central, alguns arqueòlegs opinen que hi ha inventaris aïllats d'objectes de pedra amb elements hoabinhians al Nepal, al sud de la Xina, Taiwan i Austràlia.

## Els hoabinhians i la domesticació de plantes
Gorman (1971) afirmà que Spirit Cave, un jaciment arqueològic en el districte de Pang Mapha, a la província de Mae Hong Son, al nord-oest de Tailàndia, contenia restes de Prunus (ametller), Terminalia, Areca, Vicia (fava) o Phaseolus, Pisum (pèsol) o Raphia Lagenaria (carabassa), Trapa, Piper (pebre), Madhuca (noguera), Canarium, Aleurites (nou) i Cucumis (un tipus de cogombre) en capes que daten si fa no fa del 9800 al 8500 abans de la nostra era. Cap dels exemplars recuperats diferia dels seus fenotips salvatges. Va suggerir que aquests podrien haver estat utilitzats com a aliments, condiments, estimulants, per a la il·luminació, i que els llegums en particular "indiquen un ús molt primerenc de plantes domesticades" (Gorman 1969): 672). Més tard va escriure (1971): 311) que "encara està per establir si es tracta certament de cultius primerencs... La qüestió important, i que podem dir amb certesa, és que les restes indiquen un ús sofisticat d'espècies particulars que encara són culturalment importants a Àsia sud-oriental."

Segons Viet (2004), que se centra sobretot en els hoabinhians del Vietnam, en particular a Da But, un jaciment en què treballa datat del cinqué al sisé mil·lenni abans de la nostra era, assenyala que, en aquest jaciment, els aliments en què se centren principalment els hoabinhians són marisc, fruita seca i fruites de muntanya.

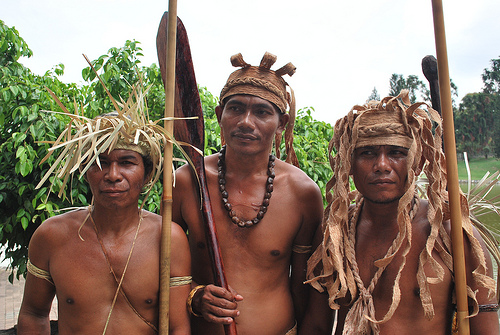
Temuans: els grups tribals actuals d'Àsia sud-oriental continental estan estretament relacionats amb els antics caçadors-recol·lectors hoabinhians

Les fonts d'aliment generals dels hoabinhians depenen d'aquestes condicions ambientals:
- muntanyes rocoses de pedra calcària (on hi ha caragols terrestres i petits mamífers),
- fonts d'aigua de muntanya com ara rierols, petits rius, pantans i llacs (que proporcionen caragols i peixos),
- superfícies de sòl de vall (fruita seca, fruites, bolets, verdures, cereals silvestres i mamífers silvestres).[4]

## Genètica, poblacions i llengües

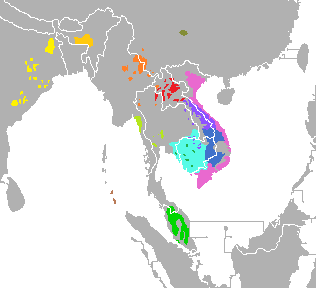
Distribució actual de les llengües austroasiàtiques

Els estudis paleogenètics de fòssils de jaciments arqueològics indiquen que els primers pobladors humans anatòmicament moderns d'Àsia sud-oriental i sud de la Xina són els avantpassats dels posteriors caçadors-recol·lectors hoabinhians, que van prosperar a l'àrea fins fa uns 4.000 anys.
Els hoabinhians es consideren la població indígena d'Àsia sud-oriental continental. Abans, l'origen i la relació dels hoabinhians i les poblacions modernes eren controvertides, però les proves els vinculen amb les poblacions austroasiàtiques i amb un grup més ampli relacionat amb l'Àsia oriental (no s'han de confondre pas amb els asiàtics orientals moderns). Un estudi de Tagore et al. del 2021 afirma que els hoabinhians poden estar relacionats amb les poblacions de parla austroasiàtica d'Àsia sud-oriental. Els hoabinhians, segons un exemplar de caçador-recol·lector de Laos de fa 8.000 anys, semblen els més propers als moderns semai, temuan i jah hut de la península malaia, i als shompen aïllats, seguits dels khmers.
A diferència d'un estudi previ de McColl, del 2018, que suggeria un vincle entre els hoabinhians i els pobles andamanesos (Onge), no van trobar pas cap evidència d'aquest vincle, sinó d'un flux genètic d'ascendència relacionada amb l'Àsia oriental cap als onge/andamanesos (estudis anteriors calculaven un 32% d'ascendència asiàtica oriental entre els onges andamanesos). A més a més, conclouen que les llengües austroasiàtiques probablement es van estendre abans del cultiu de l'arròs, que després es va expandir amb un "component del nord-est asiàtic" i que l'afiliació lingüística no correspon necessàriament a l'ascendència genètica, tenint en compte la diversitat interna dels grups austroasiàtics actuals, en concret la branca dels mundes.